# Беверидж, Уильям (епископ)
Уильям (Вильгельм) Беверидж (Беверегий) (англ. William Beveridge; крещён 21 февраля 1637, 	
Бароу-апон-Сор, Лестершир — 5 марта 1708, Лондон, Вестминстерское аббатство) — английский церковный деятель, англиканский епископ Сент-Асафа (1704—1708), канонист, духовный писатель
, издатель источников по церковному праву, хронолог.

## Биография
Сын священника. С 1653 года обучался в Колледже Святого Иоанна в Кембридже. Специализировался на изучении языков, в том числе, восточных.
В 21-летнем возрасте опубликовал трактат «Excellency and Use of the Oriental Tongues, especially Hebrew, Chaldee, Syriac, and Samaritan, together with a Grammar of the Syriac Language», (1658; 2 изд. 1664).
В январе 1660 года был рукоположен в дьяконы. Служил в нескольких лондонских англиканских церквях. Архидиакон Колчестерский (1681—1704). В июле 1704 года стал епископом асафским.
В 1689 г. был ректором Сионского колледжа в Лондоне.
Известен своими трудами по изданию и толкованию источников церковного права. Такими трудами его были: «Συνόδικον sive Pandectae canonum S.S. Apostolorum et conciliorum, ab ecclesia graeca receptorum»… Oxonii, 1672 г. 2 т., а также «Codex canonum ecclesiae primitivae vindicatus ac illustratus»‚ London, 1678 (2 изд. 1697).
Труды У. Бевериджа в России были известны уже в середине XVIII века и, между прочим, служили пособием при издании Святейшим Синодом «Книги Правил».